# Lepidozona sirenkoi
Lepidozona sirenkoi är en blötdjursart som beskrevs av Kaas och Van Belle 1990. Lepidozona sirenkoi ingår i släktet Lepidozona och familjen Ischnochitonidae. Inga underarter finns listade i Catalogue of Life.